# Tiệc cưới

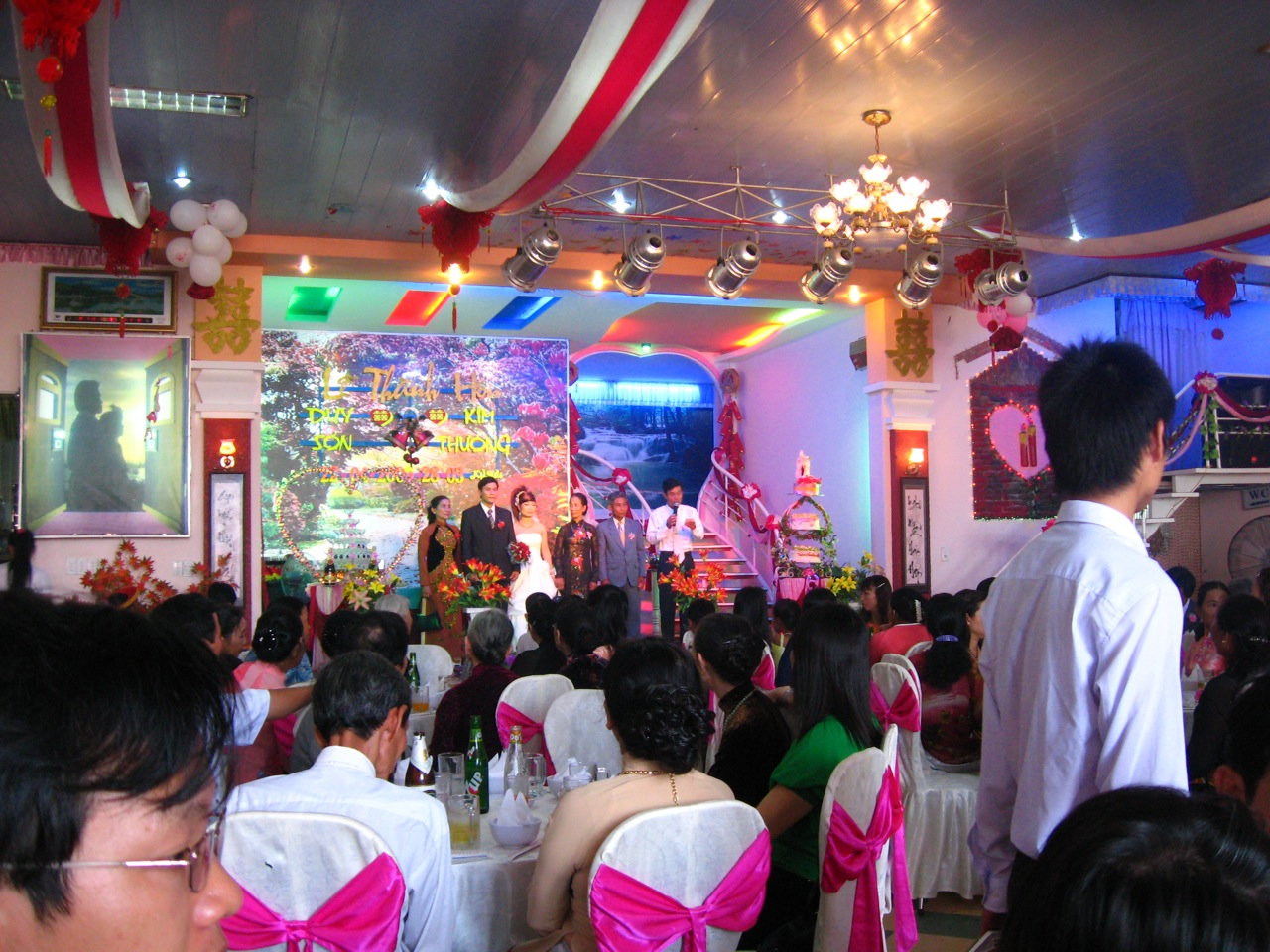
Một tiệc cưới tại Việt Nam

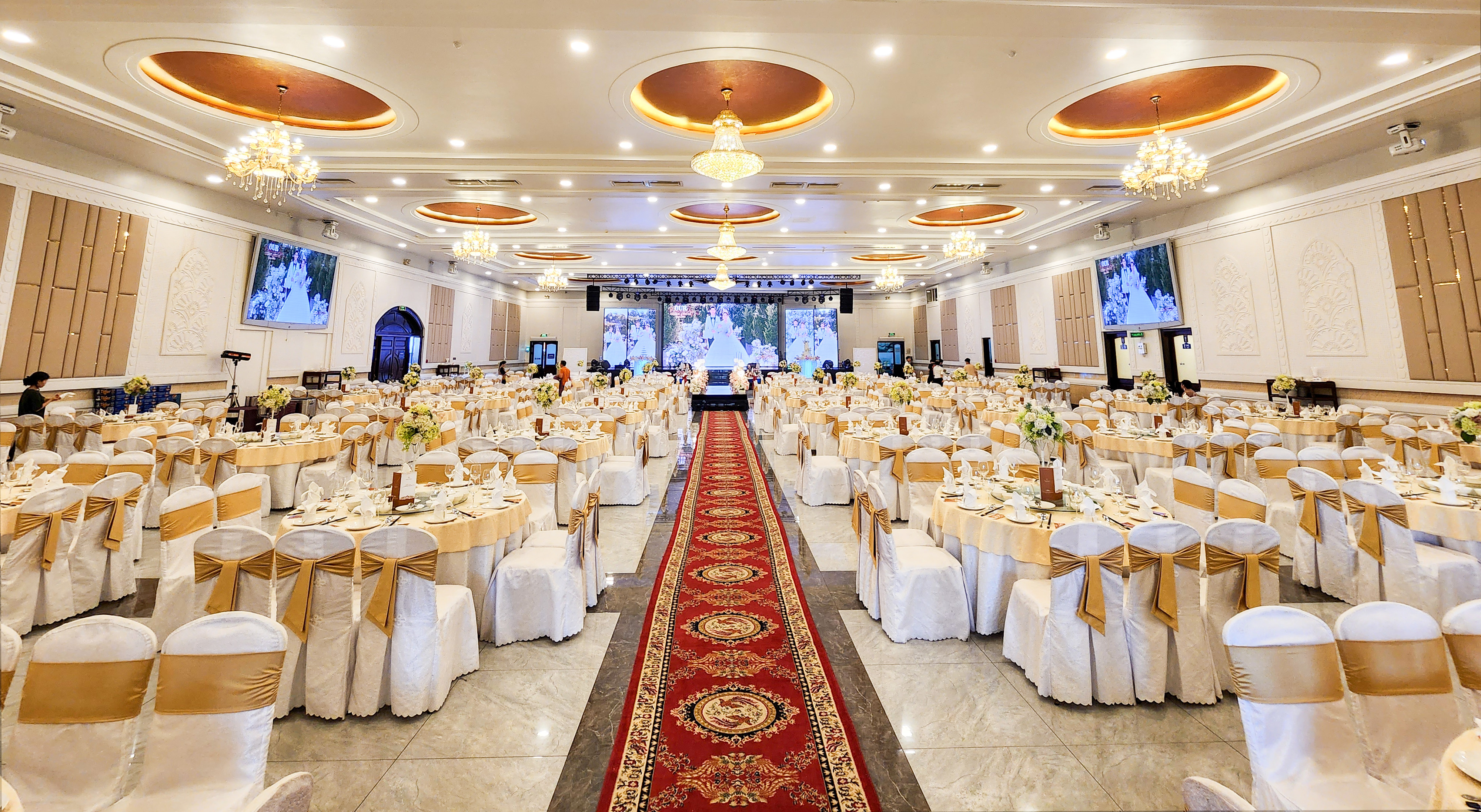
trưng bày bữa tiệc cưới trong nhà hàng tiệc cưới

Họa phẩm về một bữa tiệc cưới ở Nga

Tiệc cưới (Wedding reception) là một bữa tiệc được tổ chức sau khi hoàn thành một buổi lễ cưới, nó cũng có thể tổ chức cùng với Lễ kết hôn. Ở phương Tây, là một bữa tiệc thường được tổ chức sau khi hoàn tất một buổi lễ kết hôn như một sự hiếu khách dành cho những người đã tham dự đám cưới, do đó có tên là tiệc chiêu đãi khi các cặp đôi 'tiếp đón bạn bè, dưới hình thức gia đình và bạn bè, lần đầu tiên với tư cách là một cặp vợ chồng. Chủ nhà cung cấp thức ăn và đồ uống theo lựa chọn của họ, mặc dù bánh cưới rất phổ biến. Việc chiêu đãi khách sau lễ cưới là truyền thống ở hầu hết các xã hội và có thể kéo dài từ nửa giờ đến nhiều giờ hoặc thậm chí nhiều ngày. Hầu hết các buổi tiệc cưới đều được tổ chức vào buổi tối để ăn tối, tuy nhiên, cặp đôi có thể chọn tiệc trưa, bữa sáng muộn hoặc thậm chí là tiệc trà chiều. Cho đến sau Thế chiến thứ II, lễ cưới thường được tổ chức tại nhà cô dâu, theo bất kỳ hình thức giải trí nào nằm trong khả năng chi trả của gia đình.
Tiệc cưới dùng để thông báo tới các quan khách, họ hàng, bạn bè của cô dâu, chú rể về cuộc hôn nhân và cô dâu, chú rể từ ngày hôm nay sẽ chính thức thành vợ chồng hợp pháp. Ngày nay tiệc cưới được nhiều cặp vợ chồng lựa chọn tổ chức ở khách sạn, nhà hàng hoặc các trung tâm tổ chức tiệc cưới và sự kiện chuyên nghiệp. Ở một số địa phương đặc biệt là khu vực nông thôn, ngoại thành, nhiều gia đình có thể lựa chọn việc tổ chức các bữa tiệc tại nhà (tư gia) hoặc sử dung các địa điểm công cộng như nhà văn hoá, đình làng, cơ quan, tuỳ thuộc vào điều kiện kinh tế. Tại Việt Nam, thông thường khi thực khách đến dự sẽ đem theo phong bì có tiền để mừng cho cô dâu, chú rể. Số tiền trong phong bì phụ thuộc vào độ thân thiết của khách mời với cô dâu và chú rể. Tiệc cưới sẽ được tổ chức vào 2 ngày, 1 ngày tổ chức tại nhà cô dâu và ngày thứ 2 thì sẽ tổ chức tại nhà chú rể.